# Ruder-Weltmeisterschaften 2016

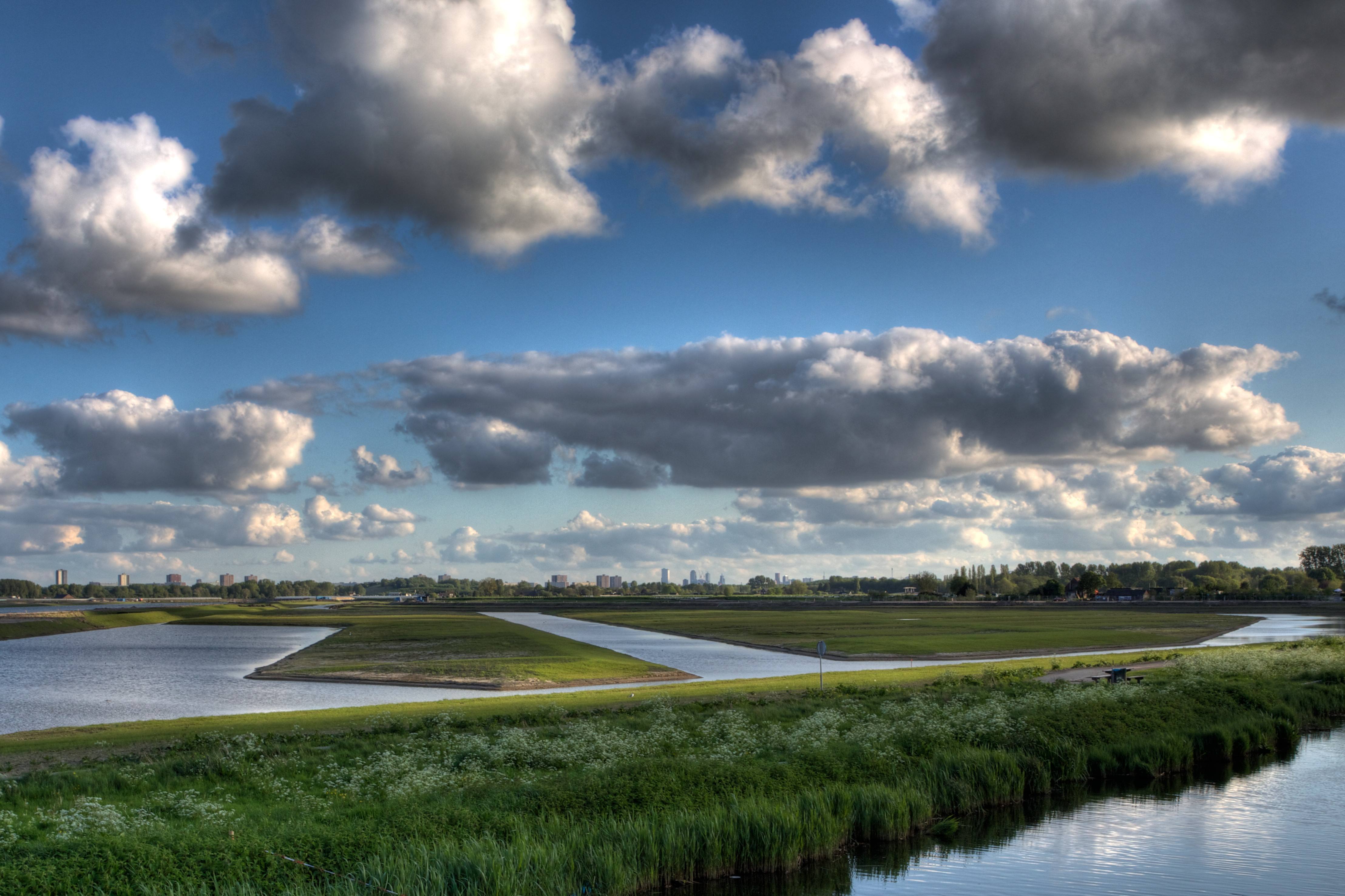
Die Regattastrecke „Willem-Alexander Baan“ während des Baus im Jahr 2012

Die Ruder-Weltmeisterschaften 2016 fanden vom 21. bis 28. August 2016 in der niederländischen Gemeinde Zuidplas (Ortsteil Zevenhuizen) nahe der Stadt Rotterdam auf der Regattastrecke Willem-Alexander Baan statt.
Aufgrund der im gleichen Jahr stattfindenden Olympischen Sommerspiele mit 14 Ruderwettbewerben in Rio de Janeiro wurden lediglich acht Wettbewerbe der nichtolympischen Bootsklassen ausgetragen, davon fünf für Leichtgewichte und eine Wettbewerbsklasse des Pararuderns. Teilnahmeberechtigt war jeweils eine Mannschaft je Wettbewerbsklasse aus allen Mitgliedsverbänden des Weltruderverbandes. Gemeldet wurden für 43 verschiedene Nationen 229 Teilnehmer in 105 Mannschaften.
Die Regattastrecke Willem-Alexander Baan war erstmals Schauplatz einer wichtigen internationalen Rudermeisterschaft. Sie wurde ab 2002 geplant, ab 2011 gebaut und am 26. April 2013 von ihrem Namensgeber Prinz Willem-Alexander eröffnet. Vier Tage später wurde Willem-Alexander als König der Niederlande vereidigt. Auf derselben Regattastrecke wurden zeitgleich mit den Weltmeisterschaften 2016 der offenen Altersklasse auch die Welttitelkämpfe der Junioren (U19) mit 766 gemeldeten Teilnehmern und der Senioren-B (U23) mit 901 gemeldeten Teilnehmern durchgeführt. Die zur Ermittlung der Weltmeister notwendigen knapp 400 Einzelläufe aller drei Veranstaltungen waren über acht Tage verteilt. Die Finals der Weltmeisterschaften der offenen Altersklasse wurden am Nachmittag des 27. August gerudert.

## Ergebnisse
Hier sind die Medaillengewinner aus den A-Finals aufgelistet. Diese waren mit sechs Booten besetzt, die sich über Vor- und Hoffnungsläufe sowie Viertel- und Halbfinals für das Finale qualifizieren mussten.

### Männer
Die Streckenlänge betrug in allen Läufen 2000 Meter.
| Bootsklasse                                  | Gold                                                                       | Gold    | Silber                                                                        | Silber  | Bronze                                                                                     | Bronze  |
| -------------------------------------------- | -------------------------------------------------------------------------- | ------- | ----------------------------------------------------------------------------- | ------- | ------------------------------------------------------------------------------------------ | ------- |
| Leichtgewichts-Einer (LM1x)                  | Irland Paul O’Donovan                                                      | 7:32,84 | Ungarn Péter Galambos                                                         | 7:36,95 | Slowakei Lukáš Babač                                                                       | 7:38,89 |
| Leichtgewichts-Zweier ohne Steuermann (LM2-) | Frankreich Augustin Mouterde Alexis Guerinot                               | 7:14,18 | Dänemark Emil Espensen Jens Vilhelmsen                                        | 7:15,30 | Vereinigtes Königreich Joel Cassells Sam Scrimgeour                                        | 7:16,49 |
| Zweier mit Steuermann (M2+)                  | Vereinigtes Königreich Oliver Cook Callum McBrierty Henry Fieldman (Stm.)  | 7:29,69 | Kanada Andrew Stewart-Jones Benjamin de Wit Kevin Chung (Stm.)                | 7:32,05 | Italien Mario Paonessa Vincenzo Capelli Andrea Riva (Stm.)                                 | 7:32,22 |
| Leichtgewichts-Doppelvierer (LM4x)           | Deutschland Patrik Stöcker Florian Roller Johannes Ursprung Cedric Kulbach | 6:23,09 | Frankreich François Teroin Damien Piqueras Maxime Demontfaucon Morgan Maunoir | 6:24,72 | Griechenland Georgios Konsolas Spyridon Giannaros Panagiotis Magdanis Eleftherios Konsolas | 6:26,58 |

### Frauen
Die Streckenlänge betrug in allen Läufen 2000 Meter.
| Bootsklasse                        | Gold                                                                           | Gold    | Silber                                                                                | Silber  | Bronze                                                                          | Bronze  |
| ---------------------------------- | ------------------------------------------------------------------------------ | ------- | ------------------------------------------------------------------------------------- | ------- | ------------------------------------------------------------------------------- | ------- |
| Leichtgewichts-Einer (LW1x)        | Neuseeland Zoe McBride                                                         | 8:28,45 | Schweden Emma Fredh                                                                   | 8:29,12 | Kanada Katherine Sauks                                                          | 8:37,96 |
| Leichtgewichts-Doppelvierer (LW4x) | Vereinigtes Königreich Brianna Stubbs Emily Craig Imogen Walsh Eleanor Piggott | 7:10,60 | Deutschland Judith Anlauf Leonie Pieper Lena Reuss Katrin Thoma                       | 7:12,45 | Volksrepublik China Xuan Xulian Zhang Weixiao Zhang Weimiao Yan Xiaohua         | 7:21,04 |
| Vierer ohne Steuerfrau (W4-)       | Vereinigtes Königreich Fiona Gammond Donna Etiebet Holly Nixon Holly Norton    | 7:16,28 | Vereinigte Staaten Molly Bruggeman Emily Huelskamp Corinne Schoeller Kristine O’Brien | 7:21,53 | Deutschland Melanie Hansen Ronja Schütte Charlotte Reinhardt Lea-Kathleen Kühne | 7:26,15 |

### Pararudern
Die Streckenlänge betrug in allen Läufen der Pararudern-Bootsklassen 2000 Meter.
| Bootsklasse                 | Gold                                             | Gold    | Silber                               | Silber  | Bronze                                      | Bronze  |
| --------------------------- | ------------------------------------------------ | ------- | ------------------------------------ | ------- | ------------------------------------------- | ------- |
| LTA-Doppelzweier (LTAMix2x) | Frankreich Guylaine Marchand Fabien Saint-Lannes | 8:38,53 | Österreich Johanna Beyer Rainer Putz | 9:06,51 | Russland Walentina Schagot Jewgeni Borissow | 9:27,74 |

## Medaillenspiegel
| Platz | Land                   | Gold | Silber | Bronze | Gesamt |
| ----- | ---------------------- | ---- | ------ | ------ | ------ |
| 1     | Vereinigtes Königreich | 3    |        | 1      | 4      |
| 2     | Frankreich             | 2    | 1      |        | 3      |
| 3     | Deutschland            | 1    | 1      | 1      | 3      |
| 4     | Neuseeland             | 1    |        |        | 1      |
| 4     | Irland                 | 1    |        |        | 1      |
| 6     | Kanada                 |      | 1      | 1      | 2      |
| 7     | Schweden               |      | 1      |        | 1      |
| 7     | Österreich             |      | 1      |        | 1      |
| 7     | Dänemark               |      | 1      |        | 1      |
| 7     | Ungarn                 |      | 1      |        | 1      |
| 7     | Vereinigte Staaten     |      | 1      |        | 1      |
| 12    | Russland               |      |        | 1      | 1      |
| 12    | Italien                |      |        | 1      | 1      |
| 12    | Slowakei               |      |        | 1      | 1      |
| 12    | Griechenland           |      |        | 1      | 1      |
| 12    | Volksrepublik China    |      |        | 1      | 1      |
| Summe | Summe                  | 8    | 8      | 8      | 24     |